# Osteocalcine

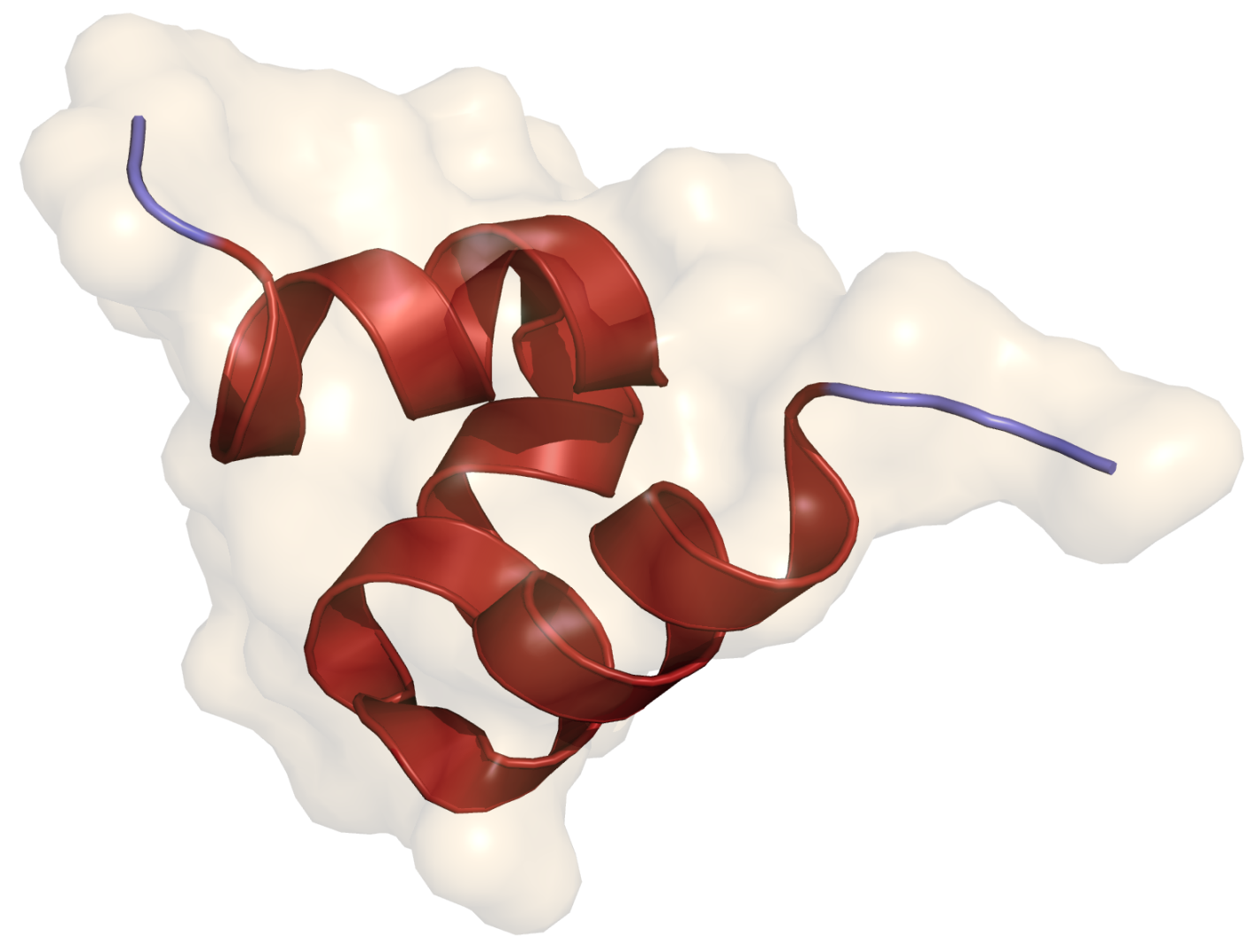
Kristalstructuur van osteocalcine uit een varken

Osteocalcine, ook bekend als bot-γ-carboxyglutaminezuur-bevattend eiwit (BGP), is een klein 49 aminozuren lang ) eiwithormoon dat wordt aangetroffen in bot en dentine en voor het eerst werd geïdentificeerd als een calciumbindend eiwit. Het maakt deel (één tot twee procent) uit van de extracellulaire niet-collageenachtige botmatrix. Het wordt snel gemetaboliseerd in de lever en de nieren. Ongeveer 20% van de gesynthetiseerde osteocalcine wordt niet in het bot opgenomen, komt in de bloedcirculatie terecht en kan in het serum worden gemeten. Bij normale vrouwen en bij vrouwen met osteoporose correleren de osteocalcinespiegels positief met het botvormingsquotiënt, gemeten met behulp van histomorfometrie. Osteocalcine zou in een volledig geconserveerde vorm kunnen worden gewonnen uit de botten van Neanderthalers.
Verhogingen van osteocalcine worden waargenomen bij die pathologieën waarbij sprake is van een toename van de botvorming of, met andere woorden, een toename van de osteoblastische activiteit. In deze gevallen correleren de concentraties osteocalcine goed met andere markers zoals alkalische fosfatase en bothistomorfometrie. Het neemt ook toe bij acuut nierfalen, gezien het niermetabolisme.
Omdat osteocalcine gla-domeinen heeft, is de synthese ervan afhankelijk van vitamine K. Bij mensen wordt osteocalcine gecodeerd door het BGLAP-gen. De receptoren omvatten GPRC6A, GPR158 en mogelijk een derde, nog te identificeren receptor. Er zijn aanwijzingen dat GPR37 de derde osteocalcinereceptor zou kunnen zijn.

## Functie
Osteocalcine wordt uitsluitend uitgescheiden door osteoblasten en in de tanden door odontoblasten en speelt vermoedelijk een rol in de metabolische regulatie van het lichaam. In zijn gecarboxyleerde vorm bindt het zich aan calcium en concentreert zich dus in het bot. Daarnaast kan het zich binden aan hydroxyapatiet.
In zijn niet-gecarboxyleerde vorm werkt osteocalcine als een hormoon in het lichaam, met signalering in de alvleesklier, het vet, de spieren, de testikels en de hersenen.
- In de alvleesklier werkt osteocalcine in op bètacellen, waardoor bètacellen in de alvleesklier meer insuline vrijgeven.[7]
- In vetcellen veroorzaakt osteocalcine de afgifte van het hormoon adiponectine, wat de gevoeligheid voor insuline verhoogt.[7]
- In de spieren werkt osteocalcine in op myocyten om de beschikbaarheid en het gebruik van energie te bevorderen en op deze manier de inspanningscapaciteit te bevorderen.[9][10]
- In de testikels werkt osteocalcine in op Leydigcellen, waardoor de biosynthese van testosteron wordt gestimuleerd en daardoor de mannelijke vruchtbaarheid wordt beïnvloed.[11]
- In de hersenen speelt osteocalcine een belangrijke rol bij de ontwikkeling en het functioneren, inclusief ruimtelijk leren en geheugen.[12]

Een acute stressreactie (ASR), in de volksmond bekend als de vecht-of-vluchtreactie, stimuleert de afgifte van osteocalcine uit het bot binnen enkele minuten bij muizen, ratten en mensen. Injecties met hoge concentraties osteocalcine alleen kunnen een ASR veroorzaken in de aanwezigheid van bijnierinsufficiëntie.

## Gebruik als biochemische marker voor botvorming
Omdat osteocalcine wordt geproduceerd door osteoblasten, wordt het vaak gebruikt als marker voor het botvormingsproces. Er is waargenomen dat hogere serum-osteocalcinespiegels relatief goed gecorreleerd zijn met een toename van de botmineraaldichtheid tijdens behandeling met anabole botvormende geneesmiddelen voor osteoporose, zoals teriparatide (een parathormoon). In veel onderzoeken wordt osteocalcine gebruikt als voorlopige biomarker voor de effectiviteit van een bepaald medicijn op de botvorming. In een onderzoek dat tot doel had de effectiviteit van een glycoproteïne genaamd lactoferrine op de botvorming te bestuderen, werd bijvoorbeeld osteocalcine gebruikt als maatstaf voor de activiteit van osteoblasten.

## Laboratoriumwaarden
Osteocalcine is een marker voor botvorming met goede diagnostische specificiteit.
Osteocalcine kan worden gedetecteerd in bloed en urine. De bepalingsmethode die hiervoor wordt gebruikt is een chemoluminescentie-immunoassay. Osteocalcine wordt bepaald om de botafbraak bij osteoporose of plasmocytoom te beoordelen. De effectiviteit van de behandeling met calcitriol kan ook worden gecontroleerd aan de hand van het osteocalcineniveau.
Osteocalcine heeft een plasmahalfwaardetijd van 4 minuten. Het wordt via de nieren uitgescheiden.
Als de nierfunctie verminderd is, kunnen verhoogde osteocalcinespiegels slechts in beperkte mate worden toegepast. Erfelijke factoren (varianten van de vitamine D-receptor) kunnen ook verantwoordelijk zijn voor veranderde waarden bij individuele mensen.
verhoogde waarden
- Primaire en secundaire hyperparathyreoïdie,
- hoge omzet osteoporose,
- Botmetastasen in kwaadaardige tumoren,
- Botziekte van Paget,
- Osteomalacie,
- Hyperthyreoïdie,
- Nierfalen,
- Herstel van botbreuken,
- Renale osteodystrofie (chronisch nierfalen)
- acromegalie

verlaagde waarden
- Hypoparathyreoïdie,
- Low-turnover osteoporose,
- bij langere cortison-therapie,
- Reumatoïde artritis
- Groeihormoon tekort,
- Cirrose

Het normale bereik voor kinderen en adolescenten tussen 2 en 17 jaar is 2,8 tot 41 µg/l, waarbij een scherpe stijging optreedt tijdens de puberteit groeispurt. Bij volwassenen is het normale bereik 3 tot 14 µg/l.